# Campeonato Mundial de Tiro al Blanco Móvil de 1975
El IV Campeonato Mundial de Tiro al Blanco Móvil se celebró en Múnich (RFA) en el año 1975 bajo la organización de la Federación Internacional de Tiro Deportivo (ISSF) y la Federación Alemana de Tiro Deportivo. Paralelamente se celebró el XVI Campeonato Mundial de Tiro al Plato.

## Resultados

### Masculino
| Evento                      | Oro                             | Plata                                    | Bronce                               |
| --------------------------- | ------------------------------- | ---------------------------------------- | ------------------------------------ |
| Blanco móvil 50 m           | Valeri Postoyanov URSS 577 pts. | Helmut Bellingrodt · Colombia · 571 pts. | Giovanni Mezzani · Italia · 569 pts. |
| Blanco móvil 50 m (equipos) | URSS 1520                       | Hungría · 1478                           | RFA 1477                             |

## Medallero
| Núm. | País     | Oro | Plata | Bronce | Total |
| ---- | -------- | --- | ----- | ------ | ----- |
| 1    | URSS     | 2   | 0     | 0      | 2     |
| 2    | Colombia | 0   | 1     | 0      | 1     |
|      | Hungría  | 0   | 1     | 0      | 1     |
| 4    | RFA      | 0   | 0     | 1      | 1     |
|      | Italia   | 0   | 0     | 1      | 1     |
|      | TOTAL    | 4   | 4     | 4      | 12    |